# Google Ads
Ads (ранее известный как AdWords) — сервис контекстной рекламы от компании Google, предоставляющий интерфейс и множество инструментов для создания эффективных рекламных сообщений. Ads — флагманский рекламный проект Google и основной источник доходов компании. 24 июля 2018 года бренд AdWords изменил название на Google Ads, а также получил новый логотип. В России название сервиса AdWords изменилось на «Google Реклама». Новый бренд символизирует весь доступный спектр рекламных кампаний, включая поисковые, медийные и видеокампании.

## Процесс создания рекламы в Google Ads
Создание стандартного рекламного объявления в Google Ads занимает, как правило, менее 30 минут. Процесс размещения рекламы происходит в 8 шагов.
Шаг 1: В первую очередь рекламодателю необходимо создать аккаунт в Google Ads, для чего достаточно указать адрес электронной почты и пароль, используемые для доступа к другим сервисам Google. При отсутствии таковых можно зарегистрировать аккаунт Ads на любой другой адрес электронной почты.
Шаг 2: Затем рекламодателю предлагается выбрать целевую аудиторию (т.е. произвести таргетинг) путём выбора местоположения (страна, регион, город), языка потенциальных клиентов, а также демографических показателей (возраст и  пол).
Шаг 3: На третьем этапе необходимо указать бюджет рекламной кампании.
Шаг 4: На четвёртом устанавливается цена за клик по рекламному сообщению. При выборе рекомендованного варианта «Автоматическое назначение ставок» указывается верхний предел цены за клик, к примеру, 10 руб., а система автоматически подбирает минимально необходимую цену за клик для показа рекламного объявления на лучшей в каждом конкретном случае позиции. При этом фактическая цена за переходы в большинстве случаев меньше максимальной цены и никогда её не превышает из группы, выявляя при этом наиболее эффективные.
Шаг 5: Пятый этап посвящён созданию непосредственно рекламного объявления, для чего необходимо ввести 2 заголовка (по 30 символов каждый), кратко описать рекламируемый продукт в строке описания (90 символов) и указать адрес веб-страницы, на которую перейдет пользователь, нажавший на контекстное объявление. Внести изменения в текст объявления возможно в любой момент.
Шаг 6: На шестом этапе рекламодателю предлагается выбрать ключевые слова, при использовании которых в поисковом запросе пользователя будет показано размещаемое объявление. Предлагаемый на этом этапе инструмент подсказки ключевых слов позволяет подобрать ключевые слова, проверить их популярность (количество запросов пользователей по ним) и узнать уровень конкуренции по данным словам среди рекламодателей.
Шаг 7: Затем можно создать дополнительные варианты объявлений, из которых впоследствии Ads эмпирическим путём отберёт наиболее эффективные.
Шаг 8: На заключительном этапе рекламодателю необходимо выбрать способ оплаты и ввести платежные данные. Среди способов оплаты имеются: банковский перевод, кредитные карты Visa и MasterCard, Webmoney, Яндекс.Деньги, причём Webmoney и Яндекс.Деньги доступны только для жителей России.
По завершении проверки объявления модератором производится оплата в соответствии с требованиями Google Ads, и интернет-реклама появляется в сети.

## Редакционные правила
Определив, на кого будет направлена реклама и выбрав соответствующие ключевые слова, веб-издатель создаёт текстовые объявления, которые информируют его потенциальных клиентов (целевую аудиторию) о предлагаемых им продуктах или услугах. Для создания рекламного сообщения существуют определённые редакционные правила Google Ads, которые касаются описания сайта в рекламном сообщении и уникальной выгоде предлагаемого продукта или услуги. Все объявления проходят предварительную модерацию.
Рекламные объявления, размещаемые в системе Ads, кратки и идентичны по структуре: заглавие-ссылка, адрес сайта и текстовый блок  размером не более трёх строк. Первая строка допускает до 25 символов, вторая и третья - по 35 символов. 4-я строка - отображает целевой URL. При таргетинге на некоторые страны Восточной Европы и Азии (включая Россию и Украину) разрешается использовать удлиненные текстовые объявления. Заголовок - 30 символов, вторая и третья строка - по 38 символов.

## Работа с ключевыми словами
Для выбора оптимального множества ключевых слов Ads обладает инструментом подсказки ключевых слов.
Функции данного инструмента:
- сортировка списка ключевых слов (по распространённости, истории эффективности в AdWords, по цене и прогнозируемой позиции объявления на странице результатов поиска Google);
- упрощенная работа с ключевыми словами (возможность сочетания различных источников, загрузки из .csv-файла);
- три варианта поиска ключевых слов (по введённым ключевым словам, по словам с высоким рейтингом кликов или по URL любой веб-страницы);
- предоставляемая статистика регулярно обновляется.

Создатель рекламного сообщения также имеет возможность изменять параметры соответствия ключевых слов для возможности его показа наиболее подходящим клиентам, а также для снижения цены за клик (CPC), либо цены за тысячу показов (CPM), а также увеличения рентабельности инвестиций (ROI). В данный момент существует пять методов ориентации объявлений Ads на пользователей.
- Широкое соответствие (установлено по умолчанию). Пример: Если в список ключевых слов включить теннисная обувь, то объявления показываются в ответ на запрос по словам теннисный и обувь, причём слова могут быть указаны в любом порядке и, возможно, в сочетании с другими словами.
- Модификатор широкого соответствия. Выделяется командой "+ключевое слово". Пример: Если в поле ключевое слово ввести +теннисная +обувь, то реклама будет показываться по всем запросам, где обязательным условием является наличие слов "теннисная" и "обувь". Например: Купить теннисную обувь; Какая теннисная обувь продается в ЦУМе?; Примеры плохой теннисной обуви; Модификатор широкого соответствия является одним из наиболее популярных и гораздо более эффективных типов соответствия ключевых слов, в отличие от стандартного широкого соответствия.

Существует возможность использования модифицированного параметра широкого соответствия. Использование оператора «+» между ключевыми словами позволяет показывать объявления, если в запросе использовались близкие словоформы, но не синонимы, как при широком соответствии ключевых слов.
Фразовое соответствие. Работает, если заключить ключевую фразу в кавычки. Пример: «теннисная обувь», объявление будет показано в ответ на поисковый запрос по словосочетанию теннисная обувь именно с таким порядком слов (мягкая теннисная обувь, но не обувь для тенниса). Это соответствие более точно ориентировано, чем Широкое, но всё же более свободно, чем Точное соответствие.
- Точное соответствие. Если ключевая фраза заключена в квадратные скобки. Пример: [теннисная обувь], объявление будет показано только в ответ на поиск по фразе теннисная обувь с точным соблюдением порядка слов, и без других слов в запросе (запрос мягкая теннисная обувь не сработает). Это самый целенаправленный вариант соответствий.
- Минус-слова. Заносятся в отдельные наборы, на уровне Группы объявлений или Кампании (возможно вместо отдельных слов использовать их именованные списки). В отличие от Яндекс.Директ, нельзя минусовать сам запрос, поскольку эффект будет прямо противоположным. Пример: Если выбрать ключевую фразу теннисная обувь -размеры, то минус будет проигнорирован как спецсимвол, а объявление будет показано по запросу теннисная обувь размеры.

Важно: в минус-словах на Поиске раздельно учитываются все словоформы, т.е., помимо слова размеры, нужно также минусовать размер, размера, размеров и другие его варианты (по крайней мере, часто встречающиеся).
Есть возможность использования отдельных URL-адресов издателя для каждого ключевого слова, или релевантных ключевым словам разделов сайта.

## Управление аккаунтом Ads
Google Ads Editor (в России - "Редактор Google Рекламы") – это бесплатное приложение, предназначенное для управления рекламными кампаниями. Доступны версии для Windows и Mac OS. Перед управлением, необходимо корректно настроить аккаунт.
з
Также существуют мобильные приложения Google Реклама для iOS и Android.

## Система оплаты
До 2002 года вся контекстная реклама Google Ads продавалась по системе CPM (cost-per-thousand impressions: «оплата за просмотры»), однако постепенно был совершён переход на модель CPC (cost-per-click: «оплата за переходы»).
На данный момент существует 2 метода оплаты - оплата по системе "Предоплата", когда пользователь вносит платеж и расходуется бюджет из его рекламного кабинета, а также оплата по системе "Автоматические платежи". При методе оплаты "Автоматически платежи" - система предоставляет кредитное плечо, сумма которого зависит от срока работы рекламодателя, а также суммы расходов за период, и снимает сумму с привязанной дебетовой/кредитной карты при достижении определенного лимита, либо истечения отчетного периода работы.

## Отчёты
Статистика учётных записей Google Ads отражается в отчётах на уровнях рекламной кампании, группы объявлений, ключевого слова или сайта. Она включает:
- количество кликов (clicks),
- показов (impressions),
- рейтинг кликов (CTR),
- среднюю цену за клик или за тысячу показов (average CPC or CPM),
- стоимость (cost),
- среднюю позицию (average position),
- показатель конверсии, а также
- стоимость конверсии (cost-per-conversion).

Веб-издатель может сам создавать отчёты с интересующей его статистикой от уровня кампании до уровня сайта. Также можно воспользоваться сервисом Google Analytics, который анализирует, какие страницы посещают читатели на сайте веб-издателя.
Таким образом, Google Ads предоставляет все необходимые инструменты и формирует данные, позволяющие контролировать и изменять ход рекламной кампании для достижения её максимальной эффективности.